# Viv Nameur po tot
Pour les articles homonymes, voir Viv.
Viv Nameur po tot (Vive Namur pour tous) est un chant populaire que l'on doit à l'inspiration de Joseph Dethy. Cet air est aux Namurois ce que le Pays de Charleroi est aux Carolos ou le Valeureux Liégeois aux Liégeois.

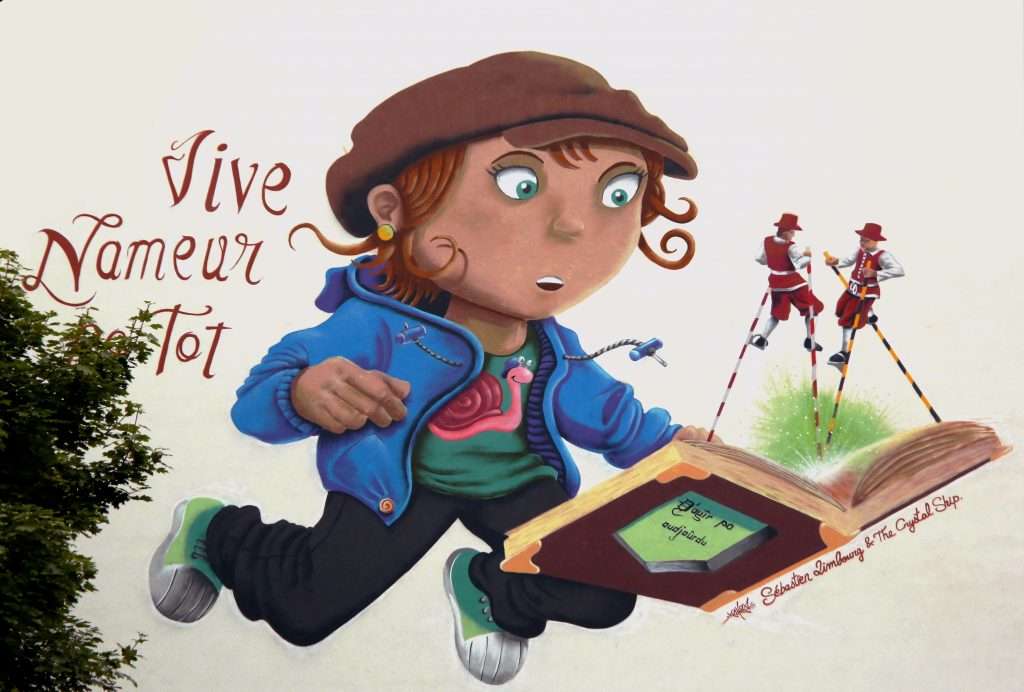
Fresque murale se trouvant rue Basse-Marcelle, à Namur

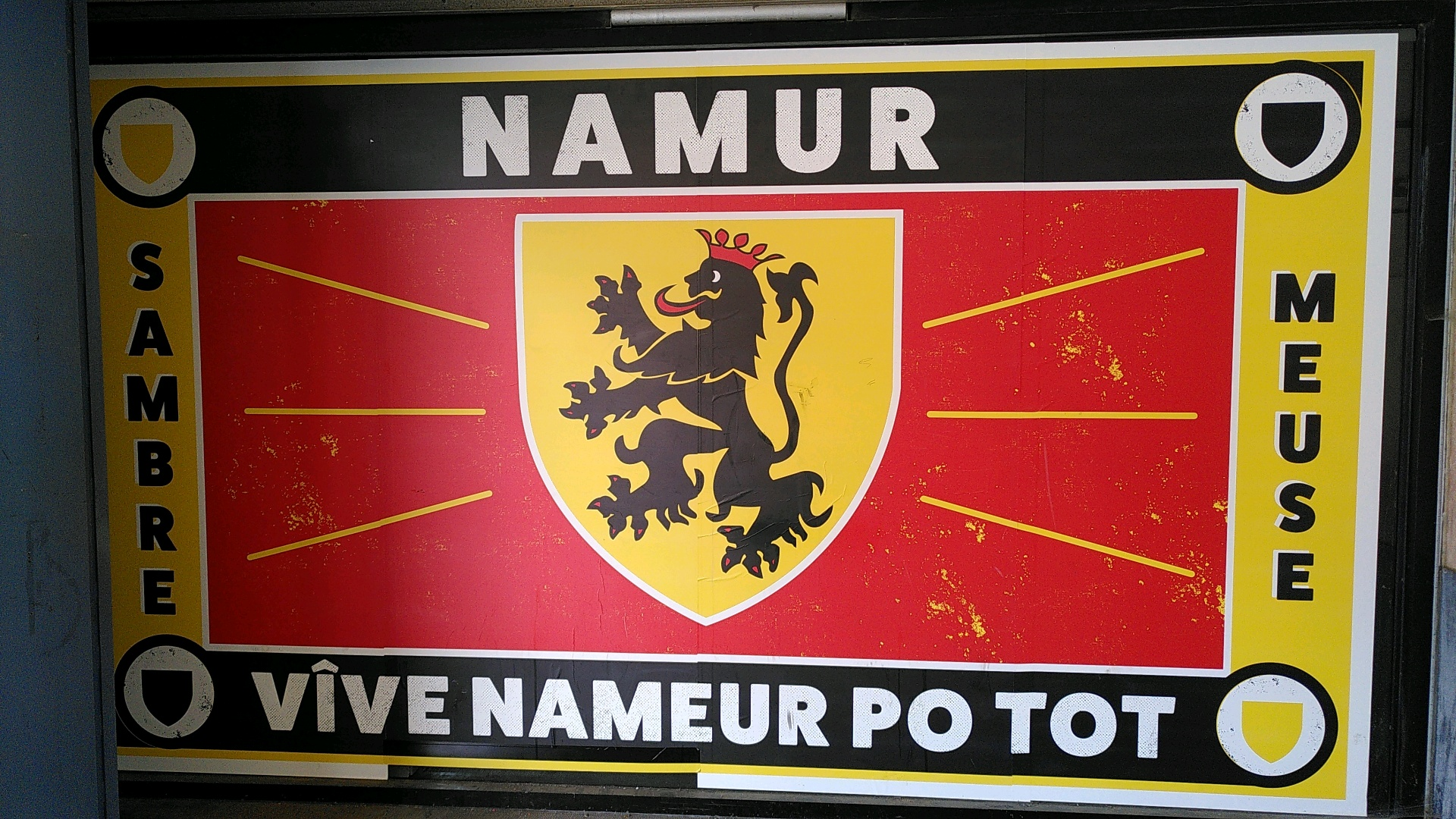
Affiche se trouvant à l'entrée de l'Hôtel de Ville de Namur

Ce sont de ces airs que les foules entonnent volontiers lors de rassemblements régionaux festifs. La popularité du chant se mesure également à la dimension de la large fresque murale qu'il inspira sur l'entièreté du mur latéral d'une maison de la rue Basse-Marcelle, dans le centre de la ville. L'artiste en est Kahef. Dans la capitale wallonne, Viv Nameur po Tot rivalise avec une autre chanson qui, très souvent, lui dame le pion : Li Bia Bouquet de Nicolas Bosret à laquelle d'ailleurs Joseph Dethy se plaît lui-même à rendre hommage dans son neuvième couplet.
On appréciera le sens des paroles de cette chanson qui dit combien le namurois est un bon viquant, aimant faire 'bonne chère', les pintes de bières et les pâtisseries, mais aussi et par-dessus tout, chanter en bonne compagnie.

## Le texte de la chanson

### Version originale
Texte de la chanson en orthographe originale (système pré-Feller)
- Refrain :

Viv' Nameur, Nameur po tot !

Viv' Nameur, Nameur po tot !

Viv' Nameur, Nameur po tot !

Viv' Nameur po tot !

1.
Ji sos dè l'reue Piconette,

Mi papa si nomm' Colas

Mi manman s'appell' Tonette

Des èfants, c'est mi l'pus bia

2.
Ja stî bein longteimps es scole

Enn allant voie les batias

Mais volà c'qui gna d'pus drôle

Ji n'sos nein pus biess' pos ça !

3.
À l'foer didains l'moes d'julette

Nos courainns'sus l'Grand-Marchî

Nos attrapainn' dè l'baguette

Quand nos èraillain  n'couchî !

4.
Tot l'monde dit : "Nameur li glotte"

Mais, po sûr, ça n'nos fais rein :

Est-ce pass qui avou noss' jotte

On met des sauciss' didains ?

5.
Viv Nameur po l'tiess'pressée,

Po l'tripp' dè l'reue des Bochîs

Viv Nameur po l'fricassée

Po les neug's di bolègîs !

6.
On met sus l'taute aux grusalles

Dè l'siropp' di bolègî

On dauborr' ses deux maçalles

On voreuve bein si rlèchi

7.
Nous mougnans des babilaires

Nos suçans jusqu'au papî

Ell's fill'nu a mode di glaires

Ell's plaq'nu comme di l'ôrpi

8.
C'est l'Vie Keut' qui nos fait rire

On pous ès boir' comme i faut

Car sept, huit pintes di bonn' bire

Ni saurainn' nos fèr do mau !

9.
Nos chantans soveint èchonne

Li belle chanson da Bosret

C'est l'bia bouquet qui rachonne

Dins leûs fiess's les Namurwets

10.
Quand on est dissus l'pont d'Jambe

On voet l'Mouse passer pa d'sos

Elle èva rabressi l'Sambe

Elles èvont brês d'seus brès d'sos

11.
Mais on côp qu'on est stèvoie

On n'est pus jamais plaigeant

Car on brait quand on n'pout voie

Lî pôv' vî clôchî d'Saint-Jean

12.
Viv Nameur po l'paix, po l'joie

Todis nos rians vaici

Quand n's aurans fait l'deirenn' boie

Nos chantrans au Paradis

### Versions en système Feller
Pour des versions en système Feller, voir entre autres
- (wa) "Les Cahiers Wallons", septembre-octobre 2008.

### Version en wallon unifié
La version en wallon unifié a été publiée pour la première fois sur le Wikipedia wallon en 2008.
Elle possède 13 couplets, le 9e n'existant pas sur la version ci-dessus.
À côté de la retranscription orthographique, la version en "rfondou walon" adapte aussi certaines syntaxes aux règles de grammaires wallonnes qui se sont établies au XXe siècle. Entre autres, le placement du pronom complément devant le verbe auxiliaire. Également l'absence d'article devant les noms de rivières (Sambe et Mouze).
- I

Dji so del rowe Piconete;
Mi popa si lome Colas,
Mi moman s' apele Tonete;
Des efants, c' est mi l' pus bea.
Resploe
Vive Nameur, Nameur po tot,
Vive Nameur, Nameur po tot,
Vive Nameur, Nameur po tot,
Vive Nameur po tot !
II
Dj' a stî bén lontins e scole
E-n alant vey les bateas;
Mins vola çk' i gn a d' pus drole : 
Dji n' so nén pus biesse po ça.
å resploe
III
A l'fôre, didins l' moes d' julete,
Nos coréns so l' Grand Martchî;
Nos atrapéns del baguete
Cwand nos eraléns coûtchî.
å resploe
IV
Tot l' monde dit «Nameur li Glote»
Mins po seur, ça n' nos fwait rén,
Est ç' paski avou nosse djote,
On met des såcisses didins ? 
å resploe
V
Vive Nameur po l' tiesse pressêye,
Po l' tripe del rowe des Botchîs;
Vive Nameur po l' fricassêye;
Po les noejhes di boledjî !
å resploe
VI
On mete so l' tåte ås gurzales
Del sirôpe di boledjî.
On dåbore ses deus mashales
On s' vôreut bén raletchî.
å resploe
VII
Nos magnans des babilaires;
Nos suçans disk' å papî;
Ele filnut a môde di glaires
Ele placnut come del hårpixh.
å resploe
VIII
C' est l' viye keute ki nos fwait rire;
On-z è pout boere comifåt.
Ca set, ût pintes di boune bire
Ni nos sårént fé do må.
å resploe
IX
Cwand nos avans l' linwe trop setche
Ene pitite miete må nos tchveas,
On pexhon a l'escavetche
Nos rboute tot d' shûte di livea .
å resploe
X
Nos tchantans sovint eshonne
Li bele tchanson da Bosret,
C' est l' Bea Bouket ki rashonne
Dins leus fiesses les Namurwès.
å resploe
XI
Cwand on est dissu l' pont d' Djambe,
On voet Mouze passer padzo;
Elle eva rabressî Sambe,
Elle evont brès dzeu, brès dzo.
å resploe
XII
Mins on côp k' on est evoye
On n' est pus djamåy plaijhant,
Car on brait cwand on n' pout vey
Li pôve vî clotchî d' Sint-Djan.
å resploe
XIII
Vive Nameur po l' påye, po l' djoye,
Todi nos riyans vaici,
Cwand ns årans fwait l' dierinne båye,
Nos tchantrans å Paradis.
å resploe

## Discographie
Viv Nameur po Tot est le titre éponyme de l'album discographique enregistré par les musiciens des principaux groupes folkloriques de Namur, en 2005.
Membres de Folknam, l'association de folklore de la ville mosane, ils ont gravé huit airs, à savoir :
- La tulipe (Fifres et tambours du Bataillon des Canaris et du Premier régiment des États-Belgique Unis)
- L'air des Alfers
- Li tchant des wallons (Les Molons de la Société Royale Moncrabeau)
- Djean-djean (Fifres et tambours du Bataillon des Canaris et du Premier régiment des États-Belgique Unis)
- Les chîjes au feu (Chorale Sainte-Marguerite - Bouge, pour la confrérie du Grand Feu)
- Po l'fiesse di Wallonie (Les Molons de la Société Royale Moncrabeau)
- Viv Nameur po Tot (les musiciens de Folknam Musique Trad)
- Li bia bouquet (Les Molons de la Société Royale Moncrabeau)
- Airs de retraite (Fifres et tambours du Bataillon des Canaris et du Premier régiment des États-Belgique Unis)